# Madonia
Madonia (en italiano, Le Madonie; en siciliano: Madunìi) son una cadena montañosa que se encuentra situada en el noroeste de la isla de Sicilia, en Italia. Junto con los Nebrodi (en la provincia de Mesina) y los Peloritani, que quedan al este, más los montes de Palermo y los montes de Trapani, forman los Apeninos sículos. Se encuentra por entero en la provincia de Palermo. Además del monte Etna, incluye las mayores alturas de Sicilia: el pico más alto de la cadena es el Pizzo Carbonara (1.979 m), seguido por el muy cercano Pizzo Antenna (1,977 m).
La región se hizo famosa por el Circuito Piccolo delle Madonie, donde se celebró la carrera Targa Florio desde 1906 hasta 1977.
Las montañas se encuentran protegidas desde el año 1989 por la formación del Parco delle Madonie, un parque natural regional. Dentro del territorio del parque hay salientes de rocas que han sido datados de hasta 200 millones de años y representan todos los aspectos de la geología de Sicilia aparte de la actual actividad volcánica. El geoparque Madonie es un miembro de la Red de geoparques europeos y la Red global de geoparques nacionales de la UNESCO.
Hay una amplia gama de fósiles presentes dentro de las rocas de estas montañas. Las construcciones realizadas con estas rocas en las ciudades de la Madonia muestran a menudo de forma evidente los fósiles.